# Belka na podłożu sprężystym
Belka na podłożu sprężystym może stanowić model obliczeniowy dla takich elementów konstrukcyjnych jak szyny kolejowe i tramwajowe oraz ławy fundamentowe.

## Wstęp
Belki takie o stałej sztywności giętnej {\displaystyle (EJ_{y}\equiv \mathrm {const} )} mogą być obliczane na podstawie równania różniczkowego ich linii ugięcia {\displaystyle w(x)} o postaci
{\displaystyle EJ_{y}{\frac {d^{4}w(x)}{dx^{4}}}=q(x)-k(x)w(x),\qquad {}} (a)
gdzie przez {\displaystyle k(x)\,\mathrm {\left[{\tfrac {kG}{m^{2}}}\right]} } oznaczono stałą charakteryzującą sprężystość podłoża. Taki model podłoża nazywany jest podłożem winklerowskim od nazwiska Winklera, który taki model zaproponował.
Można wykazać, że rozwiązaniem ogólnym równania (a) jest funkcja
{\displaystyle {\begin{aligned}w(x)&=e^{\alpha x}(A\sin {\alpha x}+B\cos {\alpha x})\\[1ex]&+e^{-\alpha x}(C\sin {\alpha x}+D\cos {\alpha x}),\end{aligned}}\qquad {}} (b)
gdzie {\displaystyle \textstyle {\alpha ={\sqrt[{4}]{\frac {k}{4EJ_{y}}}}}\,\left[{\tfrac {1}{\mathrm {m} }}\right],} przy czym stałe {\displaystyle A,B,C,D} zostają określone przez warunki brzegowe zagadnienia.

## Przykład liczbowy 1
Rozważmy belkę nieskończenie długą, którą może być np. szyna tramwajowa. Obciążeniem belki jest pionowa siła skupiona {\displaystyle P.} Przyjmiemy układ współrzędnych {\displaystyle 0xz} w punkcie przyłożenia siły. W odległości nieskończonej możemy przyjąć, że
{\displaystyle \lim _{x\to \infty }w(x)=0,\quad \lim _{x\to \infty }w^{'}(x)=0.\qquad {}} (c)
Stąd na podstawie (c) otrzymujemy:
{\displaystyle A=B=0.}
Biorąc pod uwagę symetryczne działanie obciążenia, możemy przyjąć, że
{\displaystyle \lim _{x\to 0+}w^{'}(x)=0.\qquad {}} (d)
Z symetrii wynika również, że odpór gruntu z prawej połowy belki musi być równy {\displaystyle {\frac {P}{2}}} skąd
{\displaystyle Q(0+)=-{\frac {P}{2}}\quad \to \quad EJ_{y}w^{'''}(0+)=-{\frac {P}{2}}.\qquad {}} (e)
Na podstawie (d) i (e) otrzymujemy
{\displaystyle C=D={\frac {P}{8EJ_{y}\alpha ^{3}.}}}
Mamy więc dla {\displaystyle x>0}
{\displaystyle w(x)={\frac {P}{8EJ_{y}\alpha ^{3}}}e^{-\alpha x}(\sin \alpha x+\cos \alpha x),}
{\displaystyle w^{'}(x)={\frac {P}{4EJ_{y}\alpha ^{2}}}e^{-\alpha x}\sin \alpha x,}
{\displaystyle M_{y}(x)={\frac {P}{4\alpha }}e^{-\alpha x}(\sin \alpha x-\cos \alpha x),}
{\displaystyle Q_{z}(x)=-{\frac {P}{2}}e^{-\alpha x}\cos \alpha x.}

## Przykład liczbowy 2
Tę samą belkę co w przykładzie 1 obciążymy prawoskrętnym momentem skupionym {\displaystyle M} przyłożonym w punkcie {\displaystyle x=0.} Na podstawie (c) otrzymuje się {\displaystyle A=B=0.} Biorąc pod uwagę symetrię geometrii układu i antysymetrię obciążenia względem osi {\displaystyle 0z} możemy przyjąć, że
{\displaystyle \lim _{x\to 0+}w(x)=0.\qquad {}} (f)
skąd wynika, że {\displaystyle D=0.}
Mamy również
{\displaystyle M(0+)={\frac {M}{2}}\quad \to \quad EJ_{y}w^{''}(0+)={\frac {M}{2}}.\qquad {}} (g)
Na podstawie (f) i (g) otrzymuje się {\displaystyle C=-{\frac {M}{4EJ_{y}\alpha ^{2}}}.}
Mamy więc dla {\displaystyle x>0}
{\displaystyle w(x)=-{\frac {M}{4EJ_{y}\alpha ^{2}}}e^{-\alpha x}\sin \alpha x,}
{\displaystyle w(x)^{'}={\frac {M}{4EJ_{y}\alpha }}e^{-\alpha x}(\sin \alpha x-cos\alpha x),}
{\displaystyle M_{y}(x)={\frac {M}{2}}e^{-\alpha x}\cos \alpha x,}
{\displaystyle Q_{z}(x)=-{\frac {M\alpha }{2}}e^{-\alpha x}(\sin \alpha x+\cos \alpha x).}